# Astana Fýtbol Klýby 2014
Questa voce raccoglie le informazioni riguardanti l'Astana Fýtbol Klýby nelle competizioni ufficiali della stagione 2014.

## Stagione
In campionato la società termina al primo posto, venendo eliminata in semifinale di coppa nazionale dall'Aqtöbe.
In Europa League il cammino dei kazaki si interrompe ai play-off per mano del Villarreal.

## Rosa
| N. |                                 | Ruolo | Calciatore         |
| -- | ------------------------------- | ----- | ------------------ |
| 1  | Serbia (bandiera)               | P     | Nenad Erić         |
| 2  | Kazakistan (bandiera)           | D     | Eldos Axmetov      |
| 4  | Kazakistan (bandiera)           | D     | Viktor Dmitrenko   |
| 5  | Bosnia ed Erzegovina (bandiera) | D     | Marin Aničić       |
| 6  | Kazakistan (bandiera)           | C     | Qairat Nūrdäuletov |
| 7  | Montenegro (bandiera)           | C     | Damir Kojašević    |
| 10 | Rep. Centrafricana (bandiera)   | C     | Foxi Kéthévoama    |
| 12 | Kazakistan (bandiera)           | D     | Ïgor' Pïkalkïn     |
| 13 | Kazakistan (bandiera)           | C     | Serikjan Mujïqov   |
| 15 | Kazakistan (bandiera)           | C     | Abzal Beýsebekov   |
| 16 | Kazakistan (bandiera)           | D     | Yevgeni Goryachi   |
| 17 | Kazakistan (bandiera)           | A     | Tañat Nöserbayev   |

| N. |                       | Ruolo | Calciatore           |
| -- | --------------------- | ----- | -------------------- |
| 18 | Ghana (bandiera)      | A     | Patrick Twumasi      |
| 19 | Kazakistan (bandiera) | C     | Georgïý Jwkov        |
| 22 | Kazakistan (bandiera) | A     | Bawırjan Jolşïyev    |
| 24 | Kazakistan (bandiera) | P     | Denis Tolebayev      |
| 25 | Camerun (bandiera)    | C     | Guy Essame           |
| 31 | Kazakistan (bandiera) | C     | Azat Smagulov        |
| 32 | Kazakistan (bandiera) | C     | Rinat Khairullin     |
| 44 | Kazakistan (bandiera) | D     | Evgenij Postnikov    |
| 76 | Bulgaria (bandiera)   | A     | Atanas Kurdov        |
| 77 | Kazakistan (bandiera) | D     | Dmïtrïý Şomko        |
| 85 | Kazakistan (bandiera) | P     | Vladïmïr Logïnovskïý |
| 88 | Colombia (bandiera)   | C     | Roger Cañas          |